# IK Kongahälla
IK Kongahälla är en fotbollsklubb från Kungälv norr om Göteborg. Klubben bildades 18 mars 1906  och hade sin storhetsperiod i slutet av 1990-talet då de var uppe i Division 1, vilket utgjorde andra  nivå i seriesystemet, ett steg under Allsvenskan.

## Historia
1906 står som året då IK Kongahälla bildades. Det var sadelmakare Albert Olsson som föreslog att man skulle bilda en idrottsklubb i stan och så blev det. På slutet av 1880-talet startade kexfabriken sin verksamhet i Kungälv och där fanns en handfull skottar som på sin fritid spelade fotboll vid Västanä på Komarken. Kungälvsgrabbarna tittade nyfiket på och så småningom hoppade de med i leken. 1905 spelades de första matcherna, då i en sammanslutning som kallade sig Kongelfs Idrottsklubb och mötte Surte IS i två drabbningar som resulterade i 5-1 på hemmaplan och 1-2 borta. Men nu skulle det alltså bli ordning på torpet.
Den första styrelse i klubben som skulle leda grabbarnas öden bestod av: Albert Olsson (ordförande),Frits Johansson (kassör),Per Claesson (sekreterare) samt Viktor Bergin och Joel Nilsson.[källa behövs]

### Perioden 1995–2003
IKK:s mest framgångsrika era[källa behövs] inleddes år 1995 med seriesegern i Division 3 Nordvästra Götaland. Laget förlorade enbart 1 av 22 matcher, och slutade därmed 3 poäng före toppkonkurrenten IFK Trollhättan. Året därpå fortsatte framgången i Division 2 Västra Götaland där man som nykomling placerade sig på en femteplats, 15 poäng ovanför negativ kvalplats. Två år senare, säsongen 1998, lyckades Kongahälla nå kval till Division 1. Efter seger mot IFK Malmö och Myresjö IF blev laget kvalificerat till Division 1 säsongen 1999.
I Division 1 Södra ställdes dock IKK inför det faktum att seriesystemet skulle läggas om. Två Division 1-serier skulle bilda Superettan inför säsongen 2000. Av den orsaken skulle sex klubbar degraderas till Division 2, och en klubb skulle kvalspela om en plats i Superettan 2000. Detta blev övermäktigt för Kongahälla, som med 10:e plats blev nedflyttade. Regionalt placerade IKK sig före Stenungsunds IF i serien, vilket innebar att man för en säsong var Bohusläns näst bästa fotbollsklubb, bakom Ljungskile SK.
Året efter var inte IKK så långt ifrån att lyckas vinna Division 2 Västra Götaland. 
Efter säsongen 2000 tycktes kraften ta slut vad gällde det sportsliga. År 2001 placerade sig Kongahälla sist i serien och gjorde därmed Skene IF sällskap ner i Division 3. År 2002 blev återigen nedflyttning och därmed degraderades klubben för tredje gången på fyra år. 

### Efter 2003
Framgångseran slutade med ett för klubben bekymmersamt ras ner till Division 4A Göteborg. Där vände man dock uppåt på en gång, men högre än Division 3 har man inte lyckats ta sig sedan dess,[när?] utan klubben har stabiliserat sig som en klubb i Division 3 / Division 4.
- Säsongen 2016 spelade laget i Division 4 A Göteborg. Året efter, 2017 spelade IK Kongahälla i Division 3, och slutade på en mittenplacering.
- Säsongen 2018 spelade IK Kongahälla i Divivion 3 Nordvästra Götaland. Laget fick det tufft, men klarade till sist fortsatt spel i Division 3.
- Säsongen 2020 tränar den forne storspelaren Mikael Martinsson laget. Assisterande tränare är Joakim Holm.
- Säsongen 2021 tränas laget av Muataz Hayek. Assisterande tränare är Joakim Holm och Tommie Veljovic.
- Säsongen 2022 tränas laget av Stefan Vennström. Assisterande är Joakim Holm och Tommie Veljovic
- Säsongen 2023 tränades laget av Stefan Vennström. Assisterande var Joakim Holm. Vinst div 3.

## Styrelse och tränare
- Ordförande - Lennart Hallgren
- Vice Ordförande - Hans Anders Karlsson
- Sekreterare - Anders Kaage

## Kända profiler
Kända fotbollsprofiler från IK Kongahälla: 
- Pontus Wernbloom
- Rune Stjernström – Spelade i tredje högsta serien i fotboll i IK Kongahälla, samtidigt som han spelade i högsta serien i både bandy (IFK Kungälv) och ishockey (Gais).